# 陳熀村
陳熀村（1912年—1991年），台灣彰化縣芳苑鄉崙腳村人。曾當選彰化縣議會第一至五屆議員，之後被遴選擔任芳苑鄉農會總幹事十六年之久，任內推廣蘆筍種植，改善窮鄉農民收入。

## 外部連結
- 《芳苑鄉志》 第七章 芳苑鄉歷代名人列傳 陳熀村